# ماجدالينا باراشيف
ماجدالينا باراشيف (بالرومانية: Magdalena Paraschiv)‏ مواليد 11 أغسطس 1982 في بوزاو، هي لاعبة كرة يد رومانية تلعب كجناح أيمن. مثلت منتخب رومانيا لكرة اليد للسيدات. حققت المركز الثالث في بطولة أوروبا لكرة اليد للسيدات 2010.

## سجل المنافسة
شاركت في البطولات التالية:
- بطولة أوروبا لكرة اليد للسيدات 2008
- بطولة أوروبا لكرة اليد للسيدات 2010
- بطولة أوروبا لكرة اليد للسيدات 2012

## الميداليات
| الميدالية | المسابقة                            |
| --------- | ----------------------------------- |
| برونزية   | بطولة أوروبا لكرة اليد للسيدات 2010 |